# Werkgerechtigkeit
Werkgerechtigkeit ist ein zentraler theologischer Begriff aus der lutherischen Rechtfertigungslehre. Sie steht für die von den Reformatoren abgelehnte Ansicht, man könne vor Gott gerechtfertigt sein, weil man gute Werke tut.

## Geschichte

### Alte Kirche
Die voraugustinischen Kirchenväter erheben die Rechtfertigung nicht ausdrücklich zum Gegenstand dogmatischer Reflexion. Zwar sprechen sie (in Aufnahme paulinischer Terminologie) davon, dass der Mensch aus Glauben, ohne Werke, aus Gnade gerechtfertigt werde. Gleichwohl betonen sie – oft aus seelsorgerlichen Gründen – die Bedeutung des Handelns des Menschen für die Erlangung seines Heils. Eine differenzierte Verhältnisbestimmung beider Aussagen erfolgt kaum.
Bei Augustinus und hier v. a. in dessen Spätwerk wird die Rechtfertigungslehre im Rahmen der Gnadenlehre zum zentralen und rezeptionsgeschichtlich bedeutsamen Thema. Augustinus betont, dass der Mensch allein durch Gnade gerecht wird, nämlich durch die Gerechtigkeit Gottes. Der Mensch ist umfassend auf Gottes Gnade angewiesen, weil er nicht nur in einzelnen Taten sündigt, sondern als ganzer Mensch unter der Macht des peccatum originale, d. h. unter der Erbsünde steht, die durch den biologischen Zeugungszusammenhang vererbt wird.

### Reformation
Nach Martin Luthers (auch Zwinglis und Calvins) Lehre von der Rechtfertigung folgen die guten Werke aus dem Glauben. Sie sind die Früchte des Glaubens. Sie werden nicht getan, um die Rechtfertigung zu erlangen oder zu bewähren: »Gute fromme Werke machen nimmermehr einen guten frommen Mann, sondern ein guter frommer Mann macht gute fromme Werke«. Erst müsse die Person durch den Glauben gut sein, dann können es auch die Werke sein. Luther lehnte aufgrund seiner Theologia crucis Werkgerechtigkeit ab (z. B. in vielen Predigten) und betonte die Rechtfertigung aus der Gnade Gottes im Glauben an den erlösenden Tod und die Auferstehung Jesu Christi.
Juden und Papstgläubigen warf Luther Werkgerechtigkeit als Fehler vor. Als Hauptvertreter dieser Werkgerechtigkeit zählte Luther in frühen exegetischen Werken oft Papsttum, Judentum und Islam miteinander auf. Für ihn missbrauchten diese Gruppen wie auch die „Schwärmer“ Gottes Gesetz zur Selbstrechtfertigung, spiegelten damit die Gefährdung aller Gläubigen und bedrohten deren endzeitliche Heilsgemeinschaft. Seine Kritik an der Selbstrechtfertigung zielte zuerst auf die Christen selbst, nicht erst auf die Andersgläubigen.

## Konfessionen
Die mitgliederstärksten Bekenntnisgruppen, die katholische Kirche und die protestantische Kirchen, lehren (z. B. durch die Gemeinsame Erklärung zur Rechtfertigungslehre), dass der Mensch nicht aufgrund seiner guten Werke vor Gott gerechtfertigt werde, sondern durch Gottes Gnade.
In der evangelischen Theologie wird dies zusammengefasst in den Grundsätzen Sola gratia („allein aus Gnade“) und Sola fide („allein durch den Glauben“).
Einen weiteren Gegenentwurf zur Werkgerechtigkeit stellt die Prädestinations-Lehre des Calvinismus dar. Die reformierten Theologen Johannes Calvin und Ulrich Zwingli vertraten ursprünglich die schärfste Form der Prädestinationslehre, d. h. die grundsätzliche Vorherbestimmung jedes einzelnen Menschen entweder zur Seligkeit (ohne eigenen Verdienst) oder zur Verdammnis (ohne eigene Schuld) als „doppelte Prädestination“
Gemeinschaften, denen von lutherischer oder reformierter Seite oft Werkgerechtigkeit vorgeworfen wird, sind u. a. die Quäker, Siebenten-Tags-Adventisten, Mennoniten und Zeugen Jehovas.
Die orthodoxen Kirchen haben ein ambivalentes Verhältnis zur Lehre Luthers. Sie stimmen zwar der Reformation grundsätzlich zu, d. h., dass die katholische Kirche reformbedürftig war, lehnen jedoch den Protestantismus ab, d. h. den sich dort ausprägenden Individualismus, der die Heilsfrage individualisiere und subjektiviere denn „wie bekomme ich einen gnädigen Gott, wie werde ich vor Gott gerecht?“, das waren die zentralen Fragen, die Luther lange Zeit beschäftigt hatten und ihn schließlich zu dem Schluss führten, dass auch Konzilien sich irren können. Luther sei demnach aus orthodoxer Sicht zwar kein Ketzer, aber auch kein Heiliger.